# Parsons (Virginie-Occidentale)
Pour les articles homonymes, voir Parsons.
La ville de Parsons est le siège du comté de Tucker, situé dans l’État de Virginie-Occidentale, aux États-Unis. Sa population, qui s’élevait à 1 485 habitants lors du recensement de 2010, est estimée à 1 412 habitants en 2018.

## Histoire
La ville doit son nom au pionnier Ward Parsons, qui possédait les terres sur lesquelles elle a été fondée.